# Pjanoo
Pour l’article homonyme, voir Piano.
Singles de Eric Prydz
Proper Education
(2007) Miami to Atlanta
(2009)
Pjanoo ([ˈpjɑ̌ːnʊ]) est une composition du DJ suédois Eric Prydz. Le single de genre house a rencontré un énorme succès dans les charts européens à la suite d'une entrée à la 2e place des ventes au Royaume-Uni. Il s'agit, avec Call on Me, du plus grand succès d'Eric Prydz.
En 2008, Pjanoo a été le titre phare de la célèbre Winter Music Conference de Miami.
La chanson est constituée principalement d'un piano auquel s'ajoute des basses. On ne compte plus les remixs du titre Pjanoo en version bootleg c'est-à-dire que des paroles d'autres chansons ont été rajoutées.
Pjanoo est le titre qui a été le plus diffusé sur Fun Radio sur la décennie 2000-2009 avec 2 705 diffusions recensées sur cette station.

## Genèse
Eric Prydz a déclaré dans une interview à la BBC Radio 1 qu'il avait écrit le titre en 2006 . Lorsque le DJ l'a joué lors d'un spectacle à Stockholm, la piste n'a rencontré aucun intérêt de la part des clubbers. Eric Prydz a oublié la piste jusqu'à ce qu'il la trouve dans sa collection lors d'un récent festival et décide de le jouer. Un fan dans la foule, a filmé pendant que le DJ était en train de jouer la chanson et l'a mis sur le célèbre site de partage vidéos YouTube. Cette vidéo a créé un buzz sur YouTube et Eric Prydz a décidé de le sortir en single,.
Pjanoo a été la musique de thème de Grand Theft Auto: The Ballad of Gay Tony.

## Clip vidéo
La vidéo du clip met en avant un cow-boy qui cherche désespérément de l'eau pour se désaltérer. Afin de l'aider, de petits Indiens effectuent alors une danse de la pluie.

## Formats et pistes
12" Vinyl Promo (Pryda 11)
1. Pjanoo
2. F12

CD maxi
1. Pjanoo (Radio Edit) - 2:37
2. Pjanoo (Club Mix) - 7:31
3. Pjanoo (High Contrast Remix) - 7:04
4. Pjanoo (Afterlife Mix) - 5:38
5. Pjanoo (Fred Falke Mix) - 6:24
6. Pjanoo (Guy J Remix) - 7:43

CD single
1. Pjanoo (Radio Edit) – 2:37
2. Pjanoo (Afterlife Radio Edit) – 2:50

iTunes Single
1. Pjanoo (Radio Edit) – 2:37
2. Pjanoo (Dana Bergquist and Peder G Remix) – 9:03

## Classement hebdomadaire
| Classement (2008)                     | Meilleure Position |
| ------------------------------------- | ------------------ |
| Monde                                 | 38                 |
| Autriche Classement single            | 22                 |
| Belgique (Flandre) Classement single  | 8                  |
| Belgique (Wallonie) Classement single | 14                 |
| Pays-Bas Top 40                       | 4                  |
| France SNEP Classement single         | 21                 |
| Allemagne Classement single           | 34                 |
| Irlande Classement single             | 7                  |
| Espagne Classement single             | 14                 |
| Suède Classement single               | 6                  |
| Suisse Classement single              | 31                 |
| Royaume-Uni Classement single         | 2                  |
| Royaume-Uni Classement Dance          | 1                  |
| France Club 40                        | 3                  |

### Place dans les médias français en 2008
| Classement général de l'année 2008 | Position |
| ---------------------------------- | -------- |
| France Club 40 Classement Club     | 29       |
| France Airplay Classement Radio    | 36       |

## À voir aussi
- Club 40
- Clubbing TV
- Winter Music Conference
- Hit-parades dans les médias
- Eric Prydz